# Stanisław Westfal
Stanisław Westfal (ur. 16 lipca 1911 w Lublinie, zm. 28 kwietnia 1959 w Glasgow, Wielka Brytania) – polski lingwista i publicysta.

## Życiorys
Po ukończeniu gimnazjum w Lublinie wyjechał do Warszawy, gdzie studiował pod kierunkiem prof. Witolda Doroszewskiego polonistykę na Uniwersytecie Warszawskim, ukończył naukę w 1934. Następnie przez trzy lata studiował lituanistykę na Uniwersytecie w Kownie. W 1937 powrócił do Warszawy, gdzie został młodszym asystentem przy Katedrze Językoznawstwa Indoeuropejskiego na Uniwersytecie Warszawskim i lektorem języka litewskiego na Uniwersytecie, współpracował również z Komisją Językową Polskiej Akademii Umiejętności. Od 1938 został attaché prasowym Poselstwa RP w Kownie, po wybuchu II wojny światowej przedostał się do Francji, gdzie pracował w Prezydium Rady Ministrów Rządu na Uchodźstwie w Angers. Po zajęciu Francji przez Niemców został ewakuowany do Wielkiej Brytanii, gdzie pracował w Ministerstwie Spraw Wewnętrznych RP w Londynie. Od 1941 do zakończenia wojny był pracownikiem Ministerstwa Spraw Zagranicznych RP, gdzie był specjalistą do spraw państw bałtyckich. W 1945 podjął decyzję o pozostaniu na emigracji, od 1947 przebywał w Szwecji, gdzie przez dwa lata był starszym asystentem na Uniwersytecie w Lund. W 1949 powrócił do Wielkiej Brytanii, gdzie został wykładowcą filologii polskiej na Uniwersytecie w Glasgow. W 1953 przedstawił i obronił doktorat na Uniwersytecie Londyńskim, wkrótce po tym ze względu na pogarszający się stan zdrowia odszedł z pracy. Należał do Polskiego Towarzystwa Naukowego na Obczyźnie. Zmarł w wieku 48 lat.

## Dorobek
Przed 1939 publikował swoje prace i przyczynki naukowe na łamach „Sprawozdań Towarzystwa Naukowego Warszawskiego”, „Poradnika Językowego”, „Języka Polskiego”, „Pamiętnika Lubelskiego” oraz ukazującej się w Wilnie „Balticoslavicy”. Po 1945 współpracował z wydawanym w Londynie czasopismem „The Slavonic and East European Review”, pisał również do wielu pism emigracyjnych tj. „Dziennik Polski i Dziennik Żołnierza”, „Wiadomości”, „Orzeł Biały”, „Kultura”. W 1950 na łamach Kultury ukazała się rozprawa pt. „Radziecki czy sowiecki” traktująca o terminologii narzucanej przez komunistyczną biurokrację, ponownie opublikowano ją w 1973. W 1956 w Londynie ukazała się praca Stanisława Westfala pt. „Rzecz o Polszczyźnie” (Wydawnictwo „Veritas”). Zajmował się również recenzją nowo wydanych książek pod kątem indywidualnych cech językowych. Badania prowadzone przez dr hab. Henryka Dudę doprowadziły do postawienia tezy, że Stanisław Westfal był prekursorem lingwistyki płci. W opublikowanym w Glasgow w 1975 zbiorze felietonów „Teka językowa” znajdują się przyczynki, w których Westfal poruszył kwestię nierówności traktowania płci w języku polskim. Przejawami tego zjawiska zdaniem naukowca były gatunkowe używanie rzeczowników męskich, rodzaj męskoosobowy w opozycji do niemęskoosobowego w liczbie mnogiej oraz w słowotwórstwie, a także wtórność nazw kobiet wobec nazw mężczyzn. Dr Henryk Duda zauważył, że mimo że Stanisław Westfal nie używał współczesnej terminologii, zdawał sobie sprawę z braku podstawowego rozróżnienia płci w lingwistyce. W związku z tym można go nazwać prekursorem feministycznych badań nad językiem. W 1990 dzięki funduszowi zapisanego testamentem przez Krystynę Westfalową na Uniwersytecie w Glasgow ustanowiono stypendium imienia Stanisława Westfala. Jest ono przyznawane co roku najlepszemu studentowi badającemu historię literatury i języka polskiego.
Materiały archiwalne Stanisława Westfala znajdują się w PAN Archiwum w Warszawie pod sygnaturą III-99.